# Smolnica, Tỉnh West Pomeranian
Smolnica [smɔlˈnit͡sa] (tiếng Đức: Bärfelde) là một ngôi làng thuộc khu hành chính của Gmina Dębno, thuộc quận Myślibórz, West Pomeranian Voivodeship, ở phía tây bắc Ba Lan. Nó nằm khoảng 8 kilômét (5 mi)   phía tây bắc Dębno, 23 km (14 mi) phía tây nam Myślibórz và 71 km (44 mi) phía nam thủ đô khu vực Szczecin.
Làng có dân số 577 người.